# Herslev (Kalundborg Kommune)
 For alternative betydninger, se Herslev. (Se også artikler, som begynder med Herslev)
 Herslev  er en landsby der ligger nord for Høng mellem Slagelse og Kalundborg.
Ved landsbyen ligger Herslev Bakke som er nogle kunstige bakker, hvor der er plantet nogle træ og buske.
Bakken er et rekreativt område for Herslevs indbygger og der er anlagt stier til både gående, cyklende og til rytter. 
I bakken ligger Omformerstation Herslev som er en del af den elektriske forbindelse over Storebælt der går mellem den og Omformerstation Fraugde der ligger ved Odense på Fyn.
Omformerstation ligger på linjen Højspændingsforbindelsen Asnæsværket-Bjæverskov som er en 400 kV højspændingsforbindelse der går mellem Asnæsværket via Bjæverskov og til Hovegård vest for København.

## Etymologi
De ældste navneformer er "Hersleff" og "Hærsleff". Forledet er formodentlig afledt af hær og efterleddet betyder "overladt område".

## Historie
Herslev omtales første gang 1215-41 som "de Hersleff" og 25. juni 1429 som "Hærsleff".
Herslev landsby bestod i 1682 af 16 gårde og 3 huse uden jord. Det samlede dyrkede areal udgjorde 439,1 tønder land skyldsat til 87,20 tønder hartkorn. Dyrkningsformen var trevangsbrug.